# Миклашевич, Екатерина Леонидовна
Екатерина Леонидовна Миклашевич (бел. Кацярына Леанідаўна Міклашэвіч; род. 25 января 1992, Молодечно, Минская область) — белорусская футболистка, вратарь.

## Биография
Воспитанница ДЮСШ № 1 г. Молодечно, первый тренер — Елена Федоровна Адамчук. На профессиональном уровне начала играть в клубе «Университет» (Витебск). Позднее перешла в ФК «Минск», где провела 8 сезонов, сыграв более 100 матчей в чемпионатах Белоруссии. Чемпионка страны 2013, 2014, 2015, 2016, 2017 годов, серебряный призёр чемпионата 2012 года. Обладательница Кубка (2011, 2013, 2014, 2015, 2016, 2017) и Суперкубка (2014, 2015, 2016) Белоруссии. В начале 2010-х годов в некоторых матчах выходила на позиции полевого игрока и забила 13 голов в высшей лиге.
В 2018 году перешла в клуб «Бобруйчанка». Затем играла за израильский «Маккаби» (Кирьят-Гат) и грузинский «Нике» (Тбилиси), с этими клубами участвовала в матчах еврокубков, также выступала за итальянский «Ористано». В 2020 году перешла в российский клуб «Локомотив» (Москва). Чемпион (2021), Серебряный призёр (2020) и Бронзовый призёр (2022) чемпионата России. Сезон 2023 года провела в «Чертаново».
Играла за юниорскую и молодёжную сборную Белоруссии. Вызывалась в состав национальной сборной, но провела только один официальный матч 27 октября 2020 года против сборной Северной Ирландии.